# Генетив в турецком языке
Родительный падеж в турецком языке, Генитив в турецком языке (тур. İsim tamlaması Существительные словосочетания , англ. Genitive construction ) — грамматическая конструкция для выражения отношения между двумя существительными, такого как владение одним другим (например, «куртка Джона»), или какого-либо другого типа связи (например, «отец Джона»). Первое слово называется дополняемым, второе дополнением или завершением. Различные примеры именных словосочетаний приведены в таблице ниже:
|   | дополняемое          | завершение    | перевод                                |
| - | -------------------- | ------------- | -------------------------------------- |
| 1 | kumaş                | boyası        | краска для ткани                       |
| 2 | Konya                | Ovası         | Равнина Коньи                          |
| 3 | Ayşe'nin             | kedisi        | Кошка Айше                             |
| 4 | makarna fabrikasının | girişi        | Вход макаронной фабрики                |
| 5 | ecza dolabının       | aynalı kapağı | Дверь с зеркалом медицинского кабинета |

В вышеприведенных случаях дополняемым являются ткань (краска нужна, чтобы её покрасить), Айше (кошка принадлежит ей), макаронная фабрика (вход является её частью), медицинский кабинет (дверь относится к кабинету).
Генетивная конструкция влияет на подлежащее:
Babam arabasını kullanmamaya müsaade etmiyor. Мой отец не разрешает мне пользоваться его машиной. Если убрать аффикс принадлежности/завершение m из первого слова то нужно убирать аффикс принадлежности/завершение и из kullanmamaya. Сравн. Baba arabasını kullanmaya müsaade etmiyor. Отец не разрешает пользоваться его машиной.
Bir daha seni üzmemeye/üzmeyeceğime yemin edirim. Клянусь, я никогда/не расстрою тебя снова.

## Существительные словосочетанияпо их структуре

### Определенноезавершение имени
В словосочетаниях с определенными существительным для выражения отношения между двумя существительными, дополняемое принимает притяжательный суффикс -in/-ın/-ün, а завершение принимает притяжательный суффикс -i/-ı/-ü/-sü: 
- kitabın kapağı обложка книги,
- çocukların kıyafetleri одежда детей,
- üzümün çöpü мусор от винограда,
- aşkın büyüsü магия любви

Местоимение-существительное также принимает аффикс:
- benim saatim мои часы,
- senin okulun твоя школа,
- onun kalemi, его ручка,
- bizim evimiz, наш дом,
- sizin sokağınız, ваша улица,
- onların niyeti,  их намерения

Как и в вышеприведенных случаях ключевым понятием являются не часы, школа, ручка, дом, улица, намерения (что может быть воспринято русскоязычным) а я, твой, его, наш, ваш, их.

### Неопределенноезавершение имени
В неопределенном завершение имени дополняемое не принимает суффикс, то есть находится в именительном падеже; завершаемое принимает притяжательный суффикс -i : 
- şeker balı - мед сахарный, (дополняемое и центральное понятие сахар)
- sel felâketi - сель причина бедствия (дополняемое и центральное понятие сель)

Если завершаемой оканчивается на гласную, между притяжательным суффиксом вставляется вспомогательная согласная «s» ( плавящаяся буква).
- masa lambası настольная лампа, su kuyusu el lambası ручная лампа с водой из колодца

Если полное существительное - это слово "su", буква слияния - «у»:
- portakal suyu (апельсиновый сок)

Когда некоторые слова арабского происхождения, такие как Cami, sanayi (мечеть и промышленность), используются в качестве фраз, притяжательный суффикс, которых может быть записан как «-i», так и «-si». Например, и uçak sanayii (авиационная промышленность), и uçak sanayisi (авиационная промышленность) являются правильными.  Точно так же оба использования Beyazıt Camii ve Beyazıt Camisi являются правильными.
Многие из словосочетаний с неопределенными существительными являются стереотипами и выступают в предложении как сложное существительное :
- tiftik keçisi ангорская коза, millî eğitim bakanı министр национального образования, bilgisayar programı компьютерная программа, Fatih Sultan Mehmet Köprüsü мост Фатих Султан Мехмет
- ангорская коза, министр национального образования, компьютерная программа, мост Фатих Султан Мехмет
- КОРОТКИЙ ПУТЬ: Наиболее важной особенностью неопределенной именной группы является то, что семантическая связь между двумя словами разрывается, когда буква -ı,i,u,ü читается, закрывая ее. Если смысловая связь не нарушена, это прилагательное.

## Цепочка существительных
Это фразы, образованные путем объединения более двух существительных для формирования смысловой целостности:
- Okulun bahçe kapısı — школьные садовые ворота

Иногда и дополнение, и фраза сами по себе являются именной фразой:
- Yatak odasının pencere pervazı ("yatak odası" + "pencere pervazı") Подоконник спальни («спальня» + «подоконник»)

Иногда могут входить прилагательные. В этом случае прилагательное слово обычно превращается в прилагательное словосочетание. Однако вся группа слов представляет собой именное словосочетание; потому что даже если прилагательное удалить, оно останется именным оборотом:
- Elma ağacının kalın gövdesi ("kalın" sıfat) Толстый ствол яблони (прилагательное «толстый»)
- Elma ağacının gövdesi ствол яблони
- Kadir'in elmasının kurdu волк яблока кадира

Состояние бытия со знаками и без знаков оценивается прежде всего в рамках дополнения и самого словосочетания. Затем проверяется, все ли они с симптомами или без них:
- серия детской литературы ("детская литература" неопределенный, "сериал" сам по себе не словосочетание, все неопределенный [...серия])
- Портфель отца Мурата (с указанием «отец Мурата», «портфель» не указан, все помечено)

## Споры о словосочетаниях существительных
В турецком языке такие слова, как золото, стекло, дерево, употребляются как в качестве названия материала, так и в качестве прилагательного (приставки) при описании предметов из этого материала:
- Türkiye'de her yıl yaklaşık 25 ton altın çıkarılmaktadır. (isim). Ежегодно в Турции добывается около 25 тонн золота. (имя)
- Gelinlere altın bilezik takma âdeti pek çok ülkede görülür. (sıfat) Обычай носить золотые браслеты невестам встречается во многих странах. (прилагательное)
- Cam çok yüksek sıcaklıklarda işlenir. (isim) Стекло обрабатывается при очень высоких температурах. (имя)
- Salatayı cam kâseye koyalım. (sıfat) Положим салат в стеклянную посуду. (прилагательное)
- En sağlam tahtaları dirsek kısımlarında kullandık. (isim) В локтевых частях мы использовали самые прочные доски. (имя)
- Моей любимой игрушкой в детстве была деревянная лошадка. (прилагательное)